# Lucy May Barker
Lucy May Barker (Lincoln, Inglaterra, 4 de abril de 1992) es una actriz británica. Es conocida por sus papeles en The Woman in Black (2012), Doctors (2000) y Charlotte Pollard (2014).

## Filmografía

### Cine
| Año  | Título             | Director      | Papel  | Nota         |
| ---- | ------------------ | ------------- | ------ | ------------ |
| 2012 | The Woman in Black | James Watkins | Niñera | [ 3 ]        |
| 2013 | The Turing Test    | Edwin Mingard | Sarah  | Cortometraje |

### Televisión
| Año       | Título                                           | Papel              | Nota        |
| --------- | ------------------------------------------------ | ------------------ | ----------- |
| 2009-2010 | The Impressions Show with Culshaw and Stephenson | George             | 3 episodios |
| 2011      | Scoop                                            | Belinda de Lacey   | 1 episodio  |
| 2012      | Doctors                                          | Christina Connolly | 1 episodio  |
| 2023      | Still Up                                         | Lucy               | 1 episodio  |

### Podcast
| Año  | Título            | Plataforma | Nota       |
| ---- | ----------------- | ---------- | ---------- |
| 2014 | Charlotte Pollard |            | 1 episodio |